# Zdeňka Kalnická
Zdeňka Kalnická (* 1953) je česká filozofka, v letech 2000 až 2003 děkanka Filozofické fakulty Ostravské univerzity.
V mládí absolvovala studium klavíru na Janáčkově konzervatoři v Ostravě. Poté vystudovala filozofii a estetiku na Filozofické fakultě Univerzity Komenského v Bratislavě. V roce 1995 začala působit na Filozofické fakultě Ostravské univerzity, kde v letech 2000 až 2003 působila jako její děkanka. Na FF UO působila rovněž jako vedoucí katedry.
V rámci své odborné činnosti se zabývá zejména hermeneutikou, estetikou, feminismem, pragmatismem a gender studies. Je autorkou řady publikací souvisejících s těmito obory.